# 平沢ジャンクション
平沢ジャンクション（ピョンテクジャンクション）は京畿道平沢市にある平沢-堤川高速道路と平沢-華城高速道路を結ぶジャンクションである。ジャンクション内には料金所がある。

## 接続する路線

### 平沢・陰城方面
- 平沢-堤川高速道路（2-1番）

### 平沢・華城方面
- 平沢-華城高速道路（2番）

## 隣
平沢-堤川高速道路
青北IC - 平沢JCT  - 松炭IC
平沢-華城高速道路
梧城IC - 平沢JCT - 漁然IC